# 소동
양 폐제 회음왕 소동(梁 廢帝 淮陰王 蕭棟, ? ~ 552년 5월 2일)은 중국 남북조시대 양나라의 제3대 황제이다. 간문제의 뒤를 이어 즉위하였지만 후경에게 폐위당해 시호와 묘호는 없다.
소명태자 소통의 손자이며 안제 소환의 장남이다. 자는 원길(元吉)이다.

## 생애
소환이 죽자 습작하여 예장왕이 되었다.
후경의 난을 피해 농부로 변장한 채 농사를 지으며 숨어 지냈는데, 후경이 간문제를 폐위한 후 허수아비 황제로 옹립되었다. 소동의 즉위는 후경이 찬위하려는 목적으로 이루어졌고, 과연 불과 3개월이 지나서 후경에게 선양할 것을 강요받았다. 퇴위한 소동은 회음왕(淮陰王)으로 격하당했고, 동생들과 함께 유폐되었다.
그 이후 원제가 후경을 죽이고 난을 평정하자 소동과 그 동생들은 풀려났다. 원제가 강릉으로 천도할 때, 그 역시 배를 타고 강릉으로 옮겨지게 되었다. 원제는 소동이 복위할 것을 경계해 일부러 오는 도중에 배에 구멍을 내 침몰시켰고, 소동은 동생들과 함께 물에 빠져 익사하였다.

## 가족

### 부모

#### 아버지
- 소환

### 형제

#### 동생
1. 소교
2. 소규

## 기년
| 회음왕      | 원년            |
| ----------- | --------------- |
| 서력 (西曆) | 551년           |
| 간지 (干支) | 신미(辛未)      |
| 연호 (年號) | 천정(天正) 원년 |